# Grüne Ringbeutler
Die Grünen Ringbeutler (Pseudochirops) sind eine Beutelsäugergattung aus der Familie der Ringbeutler (Pseudocheiridae). Die Gattung umfasst sechs Arten.

## Merkmale
Namensgebendes Merkmal dieser Tiere ist das grünliche oder kupferfarbene Fell, manchmal können zusätzlich Rücken- oder Gesichtsstreifen vorhanden sein. Die Unterseite ist heller, oft weißlich gefärbt. Der Schwanz kann als Greifschwanz verwendet werden, seine Unterseite ist am hinteren Teil unbehaart. Grüne Ringbeutler erreichen eine Kopfrumpflänge von 29 bis 41 Zentimeter und ein Gewicht von 0,6 bis 2,2 Kilogramm.

## Lebensraum und Lebensweise
Lebensraum dieser Tiere sind Regenwälder bis in 4000 Meter Seehöhe, vier der fünf Arten leben auf Neuguinea, nur Pseudochirops archeri bewohnt das nordöstliche Queensland. Sie sind nachtaktiv und schlafen tagsüber in Astgabeln oder in selbstgebauten Blätternestern. Sie verbringen die meiste Zeit ihres Lebens auf den Bäumen und dürften meist einzelgängerisch leben. Ihre Nahrung besteht hauptsächlich aus Blättern, zusätzlich nehmen sie auch Früchte zu sich.

## Arten und Systematik
Es werden sechs Arten unterschieden:
- Der Langhaar-Ringbeutler (Pseudochirops albertisii) lebt im nördlichen und westlichen Neuguinea.
- Der Streifen-Ringschwanzbeutler (Pseudochirops archeri) lebt in Australien, auf der Kap-York-Halbinsel. Er gilt als gering gefährdet.
- Der Kupferringbeutler (Pseudochirops cupreus) bewohnt das Zentralgebirge Neuguineas.
- Der Glanz-Ringbeutler (Pseudochirops corinnae) ist im Zentralgebirge Neuguineas beheimatet. Die IUCN listet die Art als gefährdet.
- Der Einsiedler-Ringbeutler (Pseudochirops coronatus) kommt nur an der Westspitze Neuguineas vor.
- Der Felsen-Ringbeutler (Pseudochirops dahli) kommt im Norden Australiens vor.

Früher hielt man die Grünen Ringbeutler für eng verwandt mit dem Gewöhnlichen Ringbeutler und ordnete sie in der Gattung Pseudocheirus ein. Jüngeren Untersuchungen zufolge sind sie aber nur entfernt verwandt.
Der Felsen-Ringbeutler wurde früher einer eigenständigen, monotypischen Gattung (Petropseudes) zugeordnet. Dadurch war die Gattung Pseudochirops jedoch nicht monophyletisch, da sich der Streifen-Ringschwanzbeutler von einem gemeinsamen Vorfahren der anderen Gattungsmitglieder noch vor dem Felsen-Ringbeutler abspaltete. Der Felsen-Ringbeutler wurde daraufhin in die Gattung der Grünen Ringbeutler gestellt.

## Belege
1. ↑  
Robert W. Meredith, Miguel A. Mendoza, Karen K. Roberts, Michael Westerman & Mark S. Springer: A Phylogeny and Timescale for the Evolution of Pseudocheiridae (Marsupialia: Diprotodontia) in Australia and New Guinea. 2010, Journal of Mammalian Evolution (2010) 17:75 – 99 DOI: 10.1007/s10914-010-9129-7
2. ↑  
Pseudochirops dahlii (Collett, 1895) in der ASM's Mammal Diversity Database